# Manuel Moreno
Manuel Moreno (Buenos Aires, 1782 - Buenos Aires, 1857) fue un político y médico argentino de larga trayectoria, hermano menor de Mariano Moreno y uno de los fundadores del partido federal de la provincia de Buenos Aires.

## Biografía
Durante las invasiones inglesas, luchó en las milicias de la ciudad. Más tarde fue empleado del Consulado de Comercio.
Apoyó la Revolución de Mayo; ejerció cargos menores dependientes de la Primera Junta. En 1811 acompañó en  misión diplomática a Gran Bretaña a Mariano, pero este murió en alta mar por una intoxicación con un medicamento, mal administrado por el capitán del barco. Al llegar a Londres permaneció sin una misión clara, aprovechando el tiempo en estudiar y escribir su Vida y Memorias de Mariano Moreno. En ellas acusó a Cornelio Saavedra de haber hecho envenenar a su hermano. Se unió también a la logia de Londres.
Regresó a Buenos Aires en 1812 y fue nombrado secretario del Segundo Triunvirato, que estaba dominado por la Logia Lautaro, a la que se incorporó. Durante las sesiones de la Asamblea del Año XIII, defendió firmemente desde la prensa la forma republicana de gobierno. Su único aliado conocido era Vicente Pazos Kanki.
Más tarde se unió al partido popular en la oposición al Director Juan Martín de Pueyrredón. Ese grupo estaba dirigido por Pedro José Agrelo y Manuel Dorrego. Fue expulsado en febrero de 1817 por orden de Pueyrredón, junto con Agrelo y Pazos, y se unió con Dorrego (expulsado el año anterior) en Baltimore. Allí propagó sus críticas a Pueyrredón en la prensa y conoció el sistema federal. Viajó a los Estados Unidos en 1816, donde estudió medicina, graduándose en 1821 en la Universidad de Maryland.

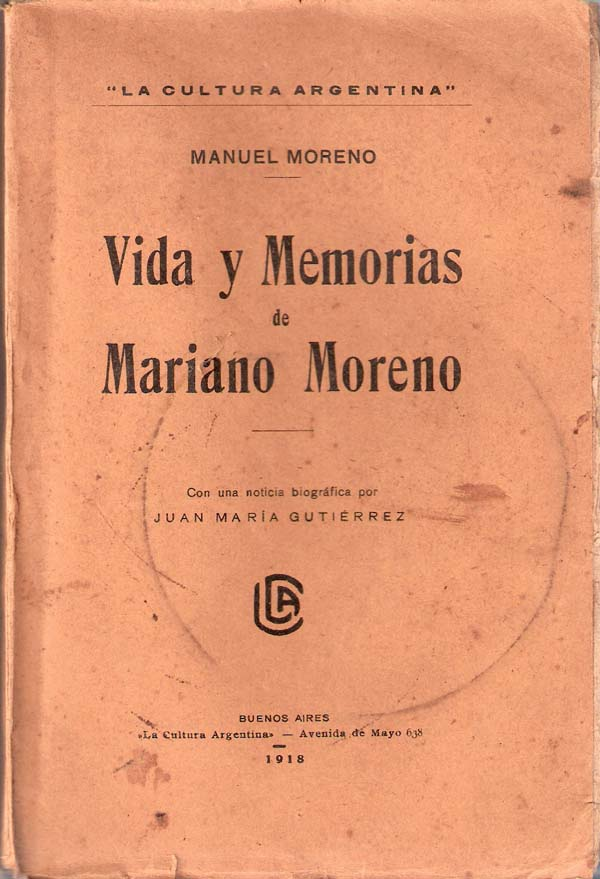
Edición de 1918 de Vida y memorias de Mariano Moreno, escrito por Manuel Moreno.

Regresó a Buenos Aires ese año y de inmediato fue elegido legislador provincial por el partido federal. Revalidó su título de médico en la Universidad de Buenos Aires, aunque nunca ejerció la medicina. Publicó diversos escritos políticos en el periódico El Argos de Buenos Aires y más tarde editó el periódico La Abeja, de ideas populares y federales, donde también criticó con vehemencia la educación universitaria. Un año después fue designado director de la Biblioteca Nacional, y fue miembro y presidente de la Academia de Medicina, editando un periódico de la misma Academia, en que defendió la importancia de las asociaciones científicas.
Fundó el departamento de medicina de la Universidad de Buenos Aires. Desde 1823, dictó la cátedra de Química de la Universidad, siendo el primero en dictar clases públicas de esa disciplina en el país, hecho que le valió el mote de "Don Óxido". En su laboratorio encendió cuatro lámparas a gas, algo nunca visto en el país.
Se opuso firmemente el gobierno de Bernardino Rivadavia, y se asoció con Dorrego en la dirección de la oposición. Al asumir Dorrego como gobernador fue su ministro de gobierno y relaciones exteriores y, por consiguiente, de toda la Confederación Argentina.
En 1828 fue enviado como embajador a Inglaterra, siendo reemplazado en el ministerio por Tomás Guido, y permaneció en el cargo durante los mandatos de los gobernadores Juan José Viamonte, Juan Manuel de Rosas, Juan Ramón Balcarce y Manuel Vicente Maza. Defendió en la prensa los derechos argentinos en las islas Malvinas, teniendo mucho éxito entre los lectores, pero sin resultados prácticos.
En 1835 pasó como embajador a los Estados Unidos. Informó a Rosas la noticia del hallazgo en la Patagonia de carbón de piedra. Desde 1838 volvió a ser embajador en Londres.
Regresó a Buenos Aires después de la batalla de Caseros, que significó la caída de Rosas, pero no volvió a participar en política. En sus últimos años organizó archivo diplomático, una importante fuente de información histórica.